# 4031 Mueller
4031 Mueller este un asteroid din centura principală, descoperit pe 12 februarie 1985 de Carolyn Shoemaker.